# أوسكار هاغن
أوسكار هاغن (بالألمانية: Oskar Hagen)‏ هو مؤرخ الفن وملحن ألماني، ولد في 14 أكتوبر 1888 في فيسبادن في ألمانيا، وتوفي في 5 أكتوبر 1957 في ماديسون في الولايات المتحدة.